# Platja de l'Erola
La platja de l'Erola, és una platja semiurbana del municipi del Port de la Selva (Alt Empordà), situada a la badia del Port de la Selva, a l'oest de la platja de la Ribera, de la que està separada per la riera de la Selva i l'Hostal Càmping l'Arola. Té una longitud de 70 m i una amplada de 7 m, formada per sorra, grava i còdols. Darrera la platja passa el camí de Ronda, que porta fins a la platja d'en Taita, i segueix fins a Llançà.